# Itum-kalei járás

Az Itum-kalei járás Csecsenföldön

Az Itum-kalei járás (oroszul Итум-Калинский район, csecsen nyelven Итон-Кхаьллан КIошт) Oroszország egyik járása Csecsenföldön. Csecsenföld déli részén található. Székhelye Itum-Kale.

## Népesség
- 2002-ben 6 083 lakosa volt, melyből 3 818 csecsen (62,8%), 1 824 orosz (30%), 31 ukrán, 15 avar, 8 örmény, 4 nogaj, 3 ingus, 2 kumik.
- 2010-ben 5 483 lakosa volt, melyből 5 080 csecsen, 123 orosz, 81 avar, 50 lezg, 47 tabaszaran, 24 kumik stb.